# 陳少寶
陳少寶（英語：Alex Chan Siu-bo，1954年12月6日—），本名陳世明，前香港商業電台唱片騎師，曾擔任新藝寶唱片總經理、環球音樂香港區總裁及寶號娛樂製作有限公司主席、總裁兼行政總裁，亦曾是新城電台唱片騎師，一手捧紅王菲、張敬軒、Beyond等藝人；現為一間大型傳媒集團董事兼高層。

## 背景
陳少寶祖籍上海，在香港出生；早年在九龍尖沙咀長大，1966年畢業於麗澤中學附設小學小六年級（與英皇教育創辦人岑宜輝為同屆同學），1972年畢業於麗澤中學中五年級。他小學五年級開始補習，受補習老師攜同出席派對影響而接觸更多西洋音樂。1973年麗澤中學中六預科畢業後，他入讀香港浸會學院。1970年代初（越戰爆發時期）曾在唱片舖代客錄製音樂。在學期間曾為雜誌撰寫音樂評論，由知名樂評人左永然提攜入行。至1978年加入香港電台，主持其首個廣播節目《爵士世界》。1980年獲時任商業電台監製朱明銳賞識跳槽至香港商業電台，並成為著名十三人唱片騎師組合六啤半的其中一名成員，其時開始使用陳小寶為藝名（「小寶」為其乳名，劉家昌建議他在「小」字多添一劃，變成「少」以增加運氣）。當時他是商業二台的音樂總監。及後為了避免利益衝突，他於1985年轉職唱片公司幕後人員，且放棄當唱片騎師。
1986年，陳再次先後獲香港電台及商業電台邀請重返廣播界。而且早於1985年因對音樂有一定認識而受鄭東漢邀請加入寶麗金旗下的唱片公司新藝寶唱片，出任總經理一職。至1986年9月正式離開廣播界。自1990年開始，他因應新藝寶唱片的母公司新藝城出現高層人事變動，選擇在寶麗金任國際流行音樂遠東區市場總經理，1992年升為遠東區市場副總裁。期間於1991年派人遊說當時在美國紐約留學的陳慧嫻回港錄音，1994年透過為寶麗金成立的「非池中製作室」，重組男子組合達明一派。亦發掘了胡蓓蔚及鄭鈞。1999年隨寶麗金被收購而轉任環球唱片香港區總裁。
但他在2003年於香港廉政公署的「舞影行動」中被拘捕。陳被控私自收受港幣68萬元賄款更改其下歌手麥浚龍的合約。其後因廉署沒收其手機，令他在未能即時找律師代表的情況下受廉政公署錯誤誘導而作出招認口供，法官質疑口供的可信性，陳因而獲釋。而此事令陳於2003年約滿環球音樂香港區總裁一職後沒有再續約。同年與友人於尖沙咀開設上海菜館。2005年開設寶號娛樂作個人發展。後來在2009年受朱明銳邀請於新城知訊台擔任唱片騎師，主持節目包括《小寶與文狄》（與杜文狄共同主持）、《流行直播室》、《陳少寶爵士精選》及《還看今天》等，2016年突遭新城電台辭退。未幾加入網上平台「面包台」主持音樂節目。2018年8月，他主持香港電台星期日晚/星期一凌晨音樂節目《Sunday任我行》直至2024年4月1日，4月7日改為主持《播好音樂》。2019年起計劃籌備劇本和尋找投資者投資網劇拍攝工作。也參與演唱會策劃事宜。

## 個人生活
陳少寶已婚。他在2009年受浸成為基督徒。

## 節目主持
香港電台
- 1978年至1979年：爵士世界
- 1979年至1980年：黃昏的旋律[註 2]
- 2018年至2024年4月1日：Sunday任我行
- 2024年4月7日至5月12日：播好音樂（成為星期日香港電台節目史上最短的音樂節目，腰斬前只得6集）
- 2020年至2024年5月11日：小寶與文狄

香港商業電台
- 1986年：小寶與文狄

新城電台
- 流行直播室
- 2012年至2013年：香港人情味
- 2013年至？：Dr. Music
- ？至2016年：一首歌 一個故事
- 2009年至2016年：小寶與文狄
- 2011年至2016年：陳少寶爵士精選
- 2010年至2016年：還看今天[33]

亞洲電視
- 1982年至1984年：最HIT嘅世界（又名「至HIT嘅世界」、亞洲電視）[34][35]

香港開電視
- 2020年：香港怎麼辦

## 參與節目
- 2011年：星級會客室（嘉賓、有線電視）
- 2013年：兄弟幫（第947及948集嘉賓、無綫電視）
- 2016年：我是直播歌手（擔任導師、廣東衛視與廣州愛蒲娛樂製作）

## 幕後製作
- 2017年：她她 TATA 《始終有對 她剪她髮》微電影（編劇及監製）

## 專輯
- 1980年：六啤半

## 個人著作
- 2019年：《音樂狂人‧陳少寶樂壇故事》[36]

## 外部連結
- 陳少寶的Facebook專頁